# Marlon Frey
Marlon Frey (Düsseldorf, 24 marzo 1996) è un calciatore tedesco, centrocampista del Monaco 1860.

## Caratteristiche tecniche
È un centrocampista centrale.

## Carriera

### Club
Cresciuto nelle giovanili del Bayer Leverkusen, ha esordito il 12 dicembre 2015 in un match vinto 5-0 contro il Borussia M'gladbach

## Statistiche

### Presenze e reti nei club
Statistiche aggiornate al 26 luglio 2017.
| Stagione        | Squadra          | Campionato      | Campionato | Campionato | Coppe nazionali | Coppe nazionali | Coppe nazionali | Coppe continentali | Coppe continentali | Coppe continentali | Altre coppe | Altre coppe | Altre coppe | Totale | Totale |
| Stagione        | Squadra          | Comp            | Pres       | Reti       | Comp            | Pres            | Reti            | Comp               | Pres               | Reti               | Comp        | Pres        | Reti        | Pres   | Reti   |
| --------------- | ---------------- | --------------- | ---------- | ---------- | --------------- | --------------- | --------------- | ------------------ | ------------------ | ------------------ | ----------- | ----------- | ----------- | ------ | ------ |
| 2015-2016       | Bayer Leverkusen | 1B              | 9          | 0          | CG              | 1               | 0               | UCL+UEL            | 0+2                | 0                  |             | -           | -           | 12     | 0      |
| 2016-2017       | Kaiserslautern   | 2B              | 11         | 0          | CG              | 1               | 0               |                    | -                  | -                  |             | -           | -           | 13     | 0      |
| Totale carriera | Totale carriera  | Totale carriera | 20         | 0          |                 | 2               | 0               |                    | 2                  | 0                  |             | -           | -           | 24     | 0      |